# Uloborus spelaeus
Uloborus spelaeus es una especie de araña araneomorfa del género Uloborus, familia Uloboridae. Fue descrita científicamente por Bristowe en 1952.
Habita en Malasia.